# Mirosław Wróblewski
Mirosław Stefan Wróblewski (ur. 21 września 1977 w Krakowie) – polski prawnik, urzędnik państwowy i działacz społeczny, radca prawny, od 2024 prezes Urzędu Ochrony Danych Osobowych.

## Życiorys
Absolwent studiów prawniczych i politologicznych na Uniwersytecie Jagiellońskim. Ukończył także studia doktoranckie w Instytucie Spraw Międzynarodowych i Nauk Politycznych UJ. Został radcą prawnym, mianowanym urzędnikiem służby cywilnej i certyfikowanym audytorem wewnętrznym w jednostkach sektora finansów publicznych. Specjalizuje się w prawie konstytucyjnym, prawie Unii Europejskiej i prawie antydyskryminacyjnym. Autor publikacji z zakresu ochrony praw człowieka, ochrony prywatności i danych osobowych.
W latach 2006–2024 był pracownikiem  Biura Rzecznika Praw Obywatelskich. Początkowo pełnił funkcję dyrektora Zespołu Prawa Konstytucyjnego i Międzynarodowego. W 2007 został dyrektorem Zespołu Prawa Konstytucyjnego, Międzynarodowego i Europejskiego, a w 2023 zastępcą dyrektora tegoż zespołu. W latach 2009–2010 był koordynatorem zainicjowanego przez RPO Programu Współpracy Ombudsmanów Państw Partnerstwa Wschodniego UE. Brał udział w przygotowaniu stanowisk oraz reprezentował rzecznika w postępowaniach sądowych i przed Trybunałem Konstytucyjnym.
W latach 2012–2017 był członkiem zarządu Agencji Praw Podstawowych Unii Europejskiej, w której od grudnia 2012 pełnił też funkcję przewodniczącego komisji budżetowej, a od grudnia 2014 zasiadał w komitecie wykonawczym. W marcu 2019 wszedł w skład zarządu Europejskiej Sieci Krajowych Instytucji Ochrony Praw Człowieka (ENNHRI). Został członkiem Polskiego Stowarzyszenia Prawa Europejskiego, Polskiego Towarzystwa Konstytucyjnego oraz Stowarzyszenia im. prof. Zbigniewa Hołdy, a także przewodniczącym Komisji Praw Człowieka przy Krajowej Radzie Radców Prawnych.
W 2015 został zgłoszony przez posłów Platformy Obywatelskiej na stanowisko generalnego inspektora ochrony danych osobowych; jednak w związku z brakiem dostatecznego poparcia zrezygnował z kandydowania.
16 stycznia 2024 został wybrany przez Sejm X kadencji na stanowisko prezesa Urzędu Ochrony Danych Osobowych w kadencji 2024–2028. Został zgłoszony przez posłów Koalicji Obywatelskiej, uzyskał poparcie przedstawicieli pozostałych ugrupowań tworzących większość parlamentarną. 17 stycznia 2024 Senat XI kadencji wyraził zgodę na powołanie go na tę funkcję. Stanowisko to objął 26 stycznia 2024 po złożeniu ślubowania przed Sejmem.

## Wybrane publikacje
- Wróblewski M., Karta Praw Podstawowych UE w orzecznictwie Trybunału Konstytucyjnego: stan obecny i perspektywy, [w:] „Europejski Przegląd Sądowy”, nr 10, Warszawa, 2015, s. 19–24, ISSN 1895-0396.
- Grzelak A., Wróblewski M., Podstawy prawne systemu ochrony danych osobowych , [w:] A. Grzelak (red.), Ochrona danych osobowych w sądach i prokuraturze, Wolters Kluwer Polska, Warszawa, 2019, s. 19–49, ISBN 978-83-8160-522-9.
- Wróblewski M., Polski system odpowiedzialności dyscyplinarnej sędziów w świetle standardów prawa Unii Europejskiej, [w:] „Przegląd Prawa Konstytucyjnego”, nr 4, Toruń, 2020, s. 183–200, ISSN 2082-1212.
- Wróblewski M., Rzecznik Praw Obywatelskich jako organ ochrony prawa dostępu do informacji publicznej , [w:] M. Grzybowski, G. Kuca, P. Mikuli (red.), Ustroje, historia i współczesność: Polska – Europa – Ameryka Łacińska. Księga jubileuszowa dedykowana profesorowi Jackowi Czajowskiemu, 2021, s. 118–126, ISBN 978-83-233-3559-7.